# 대륙호와 흥아호

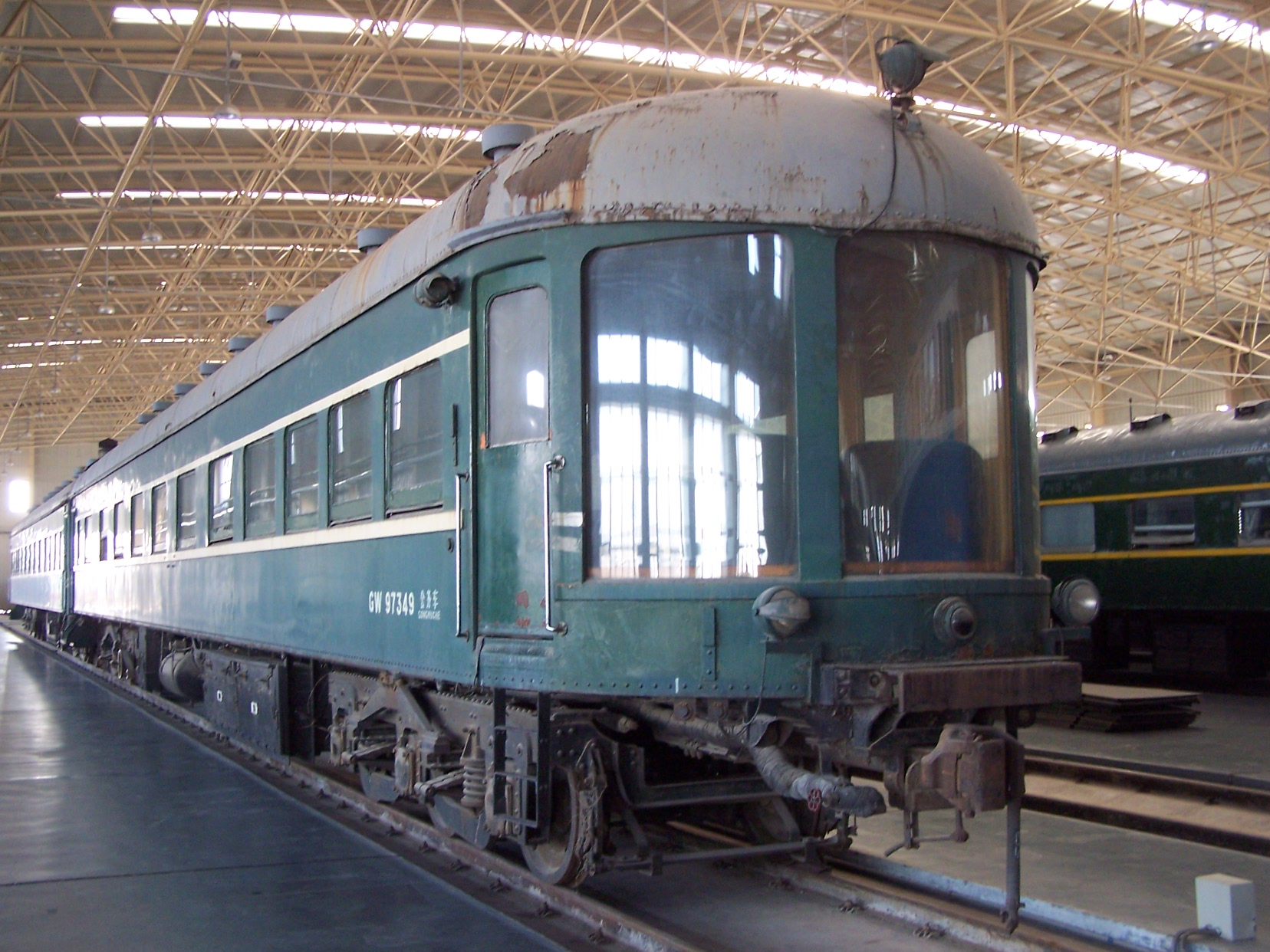
중국철도박물관에 보존된 대륙호 전망차

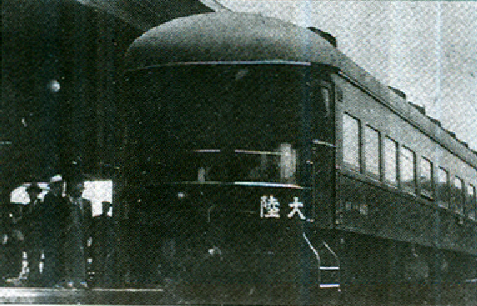
운행 당시의 대륙호 전망차

대륙호(大陸號)와 흥아호(興亞號)는 1939년부터 남만주철도 화북교통주식회사가 부산-북경 간 직통급행열차로 운행한 열차의 이름이다. 최초 운행 당시에는 오전 7시 50분 부산발 열차와 오후 7시 50분 북경발 열차를 대륙호로, 오후 7시 40분 부산발 열차와 오전 7시 40분 북경발 열차를 흥아호로 지칭하였다.

## 역사
- 1939년 11월 1일 : 운행 개시[1]

## 차량
대륙호의 경우 열차 편성 후미에 전망형 객차를 연결하였다. 이 객차는 1945년의 일제 패망 이후 중국에 잔존해, 중국철도부장 전용차량으로 운행하였다. 현재 중화인민공화국 베이징 시의 중국철도박물관에 보존 중이다.